# Боборыкин, Михаил Фёдорович
Михаи́л Фёдорович Боборы́кин (ранее 1780—после 1809) — офицер Русской императорской армии. Кавалер ордена Святого Георгия IV степени.

## Биография
Точная дата рождения и вступления в военную службу неизвестны.
В 1796 году был поручиком конной гвардии.
Подполковник Митавского драгунского полка.
За отличие в Русско-шведской войне 20 декабря 1809 года награждён орденом Святого Георгия IV степени:

«В воздаяние отличного мужества и храбрости, оказанных в сражении против шведских войск 7 августа при Сежаре, где, командуя стрелками на левом фланге в сильном огне несколько раз опрокидывал неприятеля, причем и ранен в ногу».